# 南海プライウッド
南海プライウッド株式会社（なんかいプライウッド、英: NANKAI PLYWOOD CO.,LTD.）は、香川県高松市に本社を置く、住宅資材メーカーである。
和室天井材でトップである。東京証券取引所スタンダード市場に上場している。

## 沿革
- 1955年 - 南海プライウッド株式会社を設立。
- 1995年 - 大阪証券取引所市場第二部に上場。
- 1996年 - SENTUHAMONI SDN.BHD.（マレーシア）を設立。
- 2000年 - PT.NANKAI INDONESIA（インドネシア）を設立。
- 2013年 - 大阪証券取引所と東京証券取引所の現物株市場統合に伴い、東京証券取引所市場第二部に上場。
- 2022年4月 - 東京証券取引所の市場区分の見直しにより、東京証券取引所の市場第二部からスタンダード市場に移行

## グループ企業
日本国内
- ナンリツ株式会社
- 南海港運株式会社
- 南海化工株式会社

日本国外
- PT.NANKAI INDONESIA（インドネシア）
- NP ROLPIN SAS（フランス）